# Clásica Jaén Paraíso Interior
Clásica Jaén Paraíso Interior (zkráceně Clásica Jaén) je jednodenní cyklistický závod konaný v Provincii Jaén na jihu Španělska. První ročník závodu se konal v roce 2022 jako součást UCI Europe Tour na úrovni 1.1. Start organizátoři umístili do města Baeza a cíl do centra Úbedy. Součástí trasy bylo několik štěrkových sektorů mezi olivovníky a prudké cílové stoupání mezi renesančními paláci v Úbedě, neboť se organizátoři přímo inspirovali italským závodem Strade Bianche.

## Seznam vítězů
| Rok  | Země       | Jezdec         | Tým                   |
| ---- | ---------- | -------------- | --------------------- |
| 2022 | Kazachstán | Alexej Lucenko | Astana Qazaqstan Team |
| 2023 | Slovinsko  | Tadej Pogačar  | UAE Team Emirates     |
| 2024 | Španělsko  | Oier Lazkano   | Movistar Team         |